# Pietro del Monte (condottiero)

Stemma dei Bourbon del Monte

(Baldassarre Castiglione, Il Cortegiano)
Pietro del Monte (1450 circa – Agnadello, 14 maggio 1509) è stato un condottiero italiano, conosciuto anche come Pietro Monte o Pietro Monti.

## Biografia
Esponente della famiglia marchionale dei Bourbon del Monte Santa Maria, in parte trapiantatasi a Firenze, le sue gesta in azioni di guerra sono state ricordate, tra gli altri, da Pietro Bembo e da Francesco Guicciardini.
Benedetto Croce lo segnala a capo dell'esercito mediceo il 14 aprile 1487, nelle cui file si sarebbe peraltro messo in evidenza Pietro Navarro, durante la battaglia della Lunigiana, contro Genova, per il predominio della città di Sarzana. Successivamente, fu comandante di fanteria negli assedi che le truppe fiorentine realizzarono in più occasioni, ai danni di Pisa, dal gennaio 1494 al settembre 1503.
Partecipò, infine, tra le file dell'esercito veneziano comandato da Bartolomeo d'Alviano contro le truppe di Luigi XII, che aderiva alla Lega di Cambrai, alla battaglia di Agnadello del 14 maggio 1509, dove perse la vita.
Fu anche maestro d'armi e, in particolare, si dedicò alla trattatistica schermistica, cui è in gran parte dedicato il suo "Petri Montii Exercitiorum Atque Artis Militaris Collectanea in Tris Libros Distincta".